# ゲルニカ爆撃
ゲルニカ爆撃（ゲルニカばくげき、バスク語: Gernikako bonbardaketa, スペイン語: Bombardeo de Guernica, 英語: Bombing of Guernica）またはゲルニカ空爆（ゲルニカくうばく）は、スペイン内戦中の1937年4月26日、ドイツ空軍がスペイン北部の都市ゲルニカに対して行った爆撃。戦史上初の本格的な都市無差別爆撃とされる。
ゲルニカにはバスク地方の自治の象徴であるバスク議事堂とゲルニカの木があり、歴代のビスカヤ領主がオークの木の前でフエロ（地域特別法）の遵守を誓ったことから、ゲルニカはバスクの文化的伝統の中心地であり、自由と独立の象徴的な町だった。フランスの思想家であるジャン＝ジャック・ルソーは、「ゲルニカには地上で一番幸せな人びとが住んでいる。聖なる樫の樹の下に集う農夫たちがみずからを治め、その行動はつねに賢明なものであった」と書いている。ゲルニカは前線から約10キロに位置し、バスク軍の3個大隊と軍需工場（とりわけ焼夷弾を製造）とバスク軍が撤退する際の橋があり、反乱軍は軍事目標に分類していた。また、7つの防空壕が用意されていたことから、バスク自治政府もゲルニカが標的になる可能性が高いと判断していた。そのうちの一つは直撃され、死者数はかなり増えた。この爆撃は焼夷弾が本格的に使用された世界初の空襲であり、「史上初の都市無差別爆撃」や「史上初の無差別空爆」とされることもある。この爆撃は敵国民の戦意をそぐために行われる戦略爆撃の先駆けと考えられており、戦略爆撃は第二次世界大戦で本格化した。一方で、ゲルニカ爆撃は一般市民を狙った無差別爆撃などではなく、地上軍と連携した空軍が敵の進撃あるいは退却を妨害するために行う、阻止攻撃であったとホルスト・ボーグは主張している。コンドル軍団はこの作戦をリューゲン作戦(Operation Rügen)という作戦名で呼んだ。

## 経過

### スペイン内戦の経過

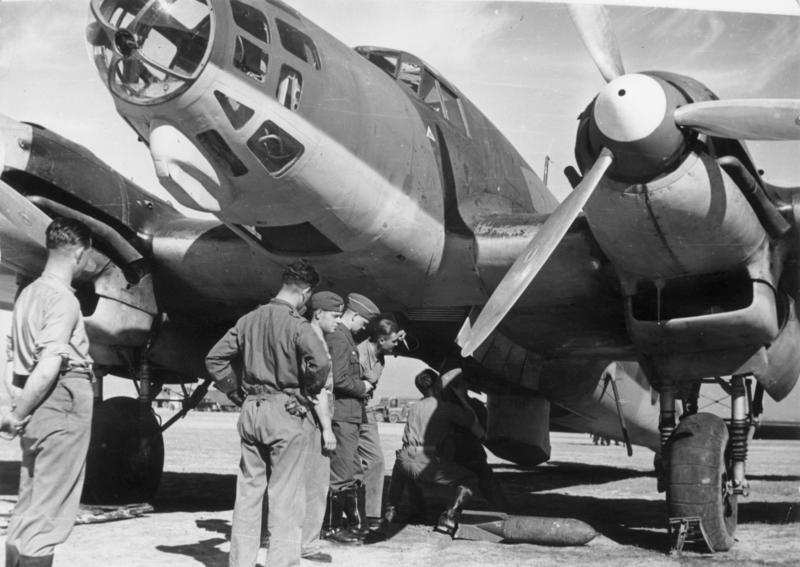
コンドル軍団とHe111爆撃機

1931年にはアルフォンソ13世が退位して第二共和政が成立したが、改革の失敗から民衆の不満が噴出し、1933年の総選挙では右派のスペイン独立右翼連合(CEDA)が躍進して左派勢力は敗北し、1936年の総選挙では再び左派が勝利して人民戦線政府が成立するなど、左右両派の力は拮抗しており社会不安が高まっていた。7月にはフランシスコ・フランコ、エミリオ・モラ両将軍を首謀者とする軍事クーデターが発生し、スペイン内戦が始まった。伝統主義の気風が強いナバーラ県とアラバ県は反乱軍の側に立ったが、バスク・ナショナリズムの影響力が強いビスカヤ県とギプスコア県はスペイン独立右翼連合への反感もあったため、共和国政府側に立って人民戦線とともに戦い、バスク地方はスペイン内戦によって分断された。
フランコ軍による本格的な北方作戦の開始前にも、フランコ軍と手を組んだドイツ空軍による空襲は断続的に行われており、彼らは空軍演習を主目的としていた。コンドル軍団はフランコ個人にのみ責任を持ち、独立した指揮権下で北方作戦を遂行していた。それまでスペインの鉱山は主にイギリス資本が所有していたため、ドイツ軍にとってバスクを手に入れることはイギリスの軍事経済に打撃を与える効果も期待できた。1937年1月4日にはハインケル戦闘機3機とユンカース Ju52爆撃機9機がビルバオを空襲した。反乱軍は重工業地帯を持つバスク地方に集中攻撃をかけることを決定し、陸軍と空軍の主力部隊、フーゴ・シュペルレを司令官とするドイツ空軍のコンドル軍団、イタリア空軍の旅団や師団をビトリア＝ガステイス近辺に集結させた。歴史家のマヌエル・トゥニョンによれば、反乱軍の一連の北方作戦は地上軍と空軍を緊密に連携させた史上初の作戦だった。
1937年3月31日のドゥランゴ爆撃を緒戦として、モラ将軍を司令官とする本格的な北方作戦が開始された。ドゥランゴには戦闘機9機、爆撃機4機によって計4トンの爆弾が落とされ、バスク自治政府によれば即死者127人、病院での死亡者150人超、負傷者300人超を数えた。ドゥランゴには防空体制や軍事施設などはなく、歴史家のヒュー・トマスはドゥランゴを「容赦なく爆撃された最初の無防備都市」と表現した。それまでの空軍は地上戦闘の補助的役割にとどまっていたが、ドゥランゴ爆撃以後は独自の戦力としてみなされ、第二次世界大戦では主体的役割を担った。ビスカヤ県全域が連日のように空襲を受け、地ならしを終わると地上軍による侵攻を受けた。

#### ゲルニカ爆撃

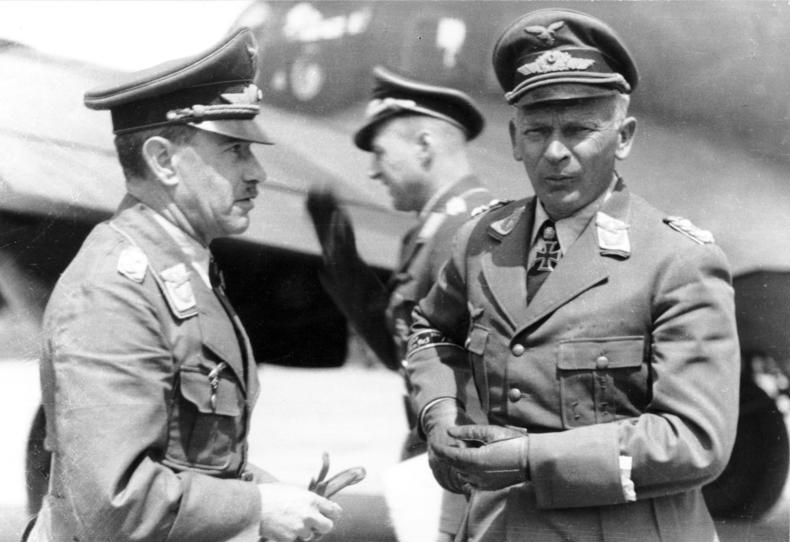
実戦指揮を執ったリヒトホーフェン（右）

ドイツ空軍・コンドル軍団はゲルニカ爆撃作戦をリューゲン作戦(Operation Rügen)という作戦名で呼んだ。ビトリア＝ガステイスの飛行場は狭かったため、コンドル軍団の戦闘機基地はビトリア＝ガステイス、爆撃機基地はブルゴスに分かれていた。フーゴ・シュペルレ将軍はサラマンカの反乱軍総司令部に留まり、ヴォルフラム・フォン・リヒトホーフェン大佐が攻撃部隊の実戦指揮を執った。リヒトホーフェンは当時の日誌で、共和国軍の退却路を断つことをリューゲン作戦の目的として挙げている。
リューゲン作戦に参加したドイツ軍機は一説によればユンカース Ju52爆撃機23機、ハインケルHe51戦闘機20機、メッサーシュミット Bf109が6機（護衛）であり、北方作戦のためのドイツ軍にはこれらに加えてハインケル He111爆撃機の実験中隊などもあった。また、イタリア軍はサヴォイア・マルケッティ SM.81爆撃機、サヴォイア・マルケッティ SM.79爆撃機、フィアット CR.32戦闘機で反乱軍の地上部隊を援護した。

##### 爆撃の詳細
1937年4月26日は月曜日であり、近隣の農村から農民が集まってゲルニカに定期市が立つ日だった。晴天で夜明けを迎え、天気は終日晴天との予報がなされていた。作戦の指揮を執るフォン・リヒトホーフェンはビトリア＝ガステイスからメルセデス・ベンツを走らせ、ゲルニカの南東にあり町を見渡せるオイス山中腹の高所に向かった。飛行部隊の指揮はルドルフ・フォン・モロー中尉が執り、飛行隊の先導を任せられた。ユンカース Ju52爆撃機、ハインケル He111爆撃機、ハインケルHe51戦闘機、メッサーシュミット Bf109は、それぞれビトリア＝ガステイスとブルゴスの空軍基地から飛び立って北方のゲルニカに向かった。いったんバスク海岸まで出ると、180度向きを変えてウルダイバイ河口を南下し、午後4時30分、モロー中尉が乗り込んだハインケルHe51戦闘機1機がゲルニカ駅付近に50キロ爆弾を落として空襲が開始され、モロー機はすぐに飛び去ったが、ドゥランゴ北方のガライで後続機と落ち合うと、モロー機による先導の下、イタリア軍機6機を含む爆撃機12機が同じルートで飛行した。本格的な爆撃が開始され、午後7時45分までの3時間15分の間、20分おきに波状的な空襲が行われた。さらに15分後にはハインケルHe111爆撃機の編隊が低空飛行して機銃掃射した。空の爆撃機は基地に戻って燃料と爆弾を補給し、再び中継地点のガライからゲルニカに向かい、爆撃を繰り返した。午後5時15分には重い機体が特徴的なユンカースJu52爆撃機が飛来し、20分おきに2時間に渡って絨毯爆撃を繰り返した。絨毯爆撃はオビエド周辺の共和国軍基地を攻撃するにあたってコンドル軍団が採用したばかりの戦法だった。
コンドル軍団は論理的な三波の攻撃を行った。第一に爆撃機が高威力の爆弾を投下して建物を破壊し、第二に戦闘機が機銃掃射を行って住民を射撃し、第三に爆撃機が焼夷弾を瓦礫の上に投下して大規模な火災を発生させた。焼夷弾は地上に到達した衝撃で発火し、摂氏2,000度から3,000度となって10分以上激しく燃焼するため、消火は困難だった。スペインの他地方とは異なり、ゲルニカの家屋には木材が多く使用されていたことも焼失範囲が大きかった理由である。ドイツ軍の資料によれば使用されたのは250キロ爆弾54発、50キロ爆弾158発、焼夷弾5,948発であり、これに加えてイタリア空軍も飛行機や爆薬を提供した。計40トンの爆弾と焼夷弾が使用されたが、焼夷弾が本格的に空襲に使用されたのは歴史上初めてのことだった。ゲルニカ駅長は回線が遮断される前にビルバオに電話して報告を行っており、ビルバオからは消防士や医師などの救援隊が派遣されたが、バスク軍がコンドル軍団に対して反撃を行うすべはなかった。エミリオ・モラ将軍が指揮を執る地上軍はゲルニカまで15kmに迫っていたが、なぜか爆撃後のゲルニカには進攻しなかった。

##### 第一報
ゲルニカには共和国政府軍は存在しなかったが、通信所などの軍事目標があった。これらの他には特に民家が標的となり、鉄道線路や郊外にある武器工場・兵舎は無事であり、またバスク地方の自治の象徴であるゲルニカの木とバスク議事堂も無事だったが、このことは「バスク人自らが町に火をつけた」というフランコ側の主張の根拠となった。同日のビルバオには『タイムズ』、『デイリー・エクスプレス』、ロイター通信、『ス・ソワール』の4人の国外からの特派員がおり、バスク自治政府の計らいでそれぞれ自動車と運転手が提供され、自由な取材が許されていた。4人はウェールズ人船長などとともにレストランの同じテーブルで食事中、午後9時半頃に政府役員によってゲルニカ爆撃の知らせを受けたとされている。記者たちは知らせを受けると、広報官の後に続いて自動車でゲルニカに向かい、爆撃翌日4月27日の午前2時にゲルニカに入ったが、このときにも町はまだ見渡す限り炎に包まれていた。記者たちは爆撃の状況を見て回ると再びビルバオに戻り、すぐに自身が所属する報道機関に打電した。
ゲルニカ爆撃を最初に報じたのはロイター通信であり、ロンドンでは、夕刊紙の『ザ・スター』、『イブニング・ニュース』、『イブニング・スタンダード』、『ニュース・クロニクル』が27日最終版に短報を掲載した。。『タイムズ』の記者であるジョージ・スティアは、27日の早い時間にビルバオで避難民を取材してから、再びゲルニカに赴いて被害状況の取材を行い、ビルバオに戻ってから長い原稿を打電した。この記事は28日の『タイムズ』朝刊海外ニュース面と『ニューヨーク・タイムズ』朝刊1面に掲載され、過度な感情を排したスティアの記事は国際的に大きな反響を呼んだが、この時はまだ爆撃を報じた特派員の名前は明らかにされなかった。スティアは爆撃がドイツ軍によるものであることを突き止め、ドイツ軍が反乱軍側に立ってスペイン内戦に深くかかわっていることを世界中に暴露した。スティアの記事は爆撃の内容を伝えると同時に、世界中の新聞に転載されるなどして人々の「ゲルニカ観」を形成したことで、ヒュー・トマスは「スペイン内戦についてのもっとも有意義なレポート」と評した。ただし、アングロサクソン系の著作家たちがスティアの記事を完全で正確な記録であるとみなしているのに対し、主にスペインの歴史家はスティアに批判的であり、爆撃の回数・方法・爆弾の種類・火災の原因などの記述に疑問を呈している。ニコラス・ランキンの『戦争特派員 ゲルニカ爆撃を伝えた男』はスティアの生涯を追った書籍であり、中央公論新社によって邦訳されている。2006年にはバスク自治州政府がスティアの功績を称え、ビルバオにある通りをジョージ・スティア通りと名付け、その通りにスティアの銅像を建立した。
歴史家のハーバート・サウスワースの調査によれば、当時のパリでは20紙ほどの新聞が発行されていたが、明確に共和国政府を支持する立場を取っていたのは2紙のみだった。反乱軍側の視点に立った保守的な立場を取る新聞が多く、共和国軍側に立ったスティアの記事は各紙の紙面に激しい論争を巻き起こした。イギリス議会下院では爆撃に対する質疑が出され、左派の労働組合会議と労働党がファシストを非難した。アメリカ合衆国議会では上下両院でゲルニカ爆撃が取り上げられて議論が交わされ、合衆国の著名人数百人がテロ行為を非難する訴えに署名した。ドイツはスティアの記事に激怒し、記事の一切を否定して『タイムズ』を非難すると、ドイツ軍の総司令官であるアドルフ・ヒトラーは同紙から受ける予定だったインタビューを断り、ゲシュタポ（秘密国家警察）はドイツ国内から同紙をすべて回収した。5月1日、パリでは史上最大と言われるメーデーのデモが行われ、過去に例を見ない数の市民が共和国広場からバスティーユに向かうコースを行進し、プラカードなどで反乱軍の爆撃を非難した。3月31日のドゥランゴ爆撃は日本でもすぐに報じられたが、ゲルニカ爆撃が日本で詳細に報じられることはなかった。5月1日付の『大阪朝日新聞』は「サンセバスチャン29日発」という見出しで短報を掲載したが、それまでスペイン内戦の動向を盛んに報じていた『東京朝日新聞』や『東京日日新聞』はゲルニカ爆撃に言及していない。『東京朝日新聞』記者の坂井米夫は反乱軍側からスペイン内戦を取材していたが、ゲルニカ爆撃を取材したことで反乱軍に煙たがられ、スペイン出国の際に足止めを食らった。

##### 両軍の声明

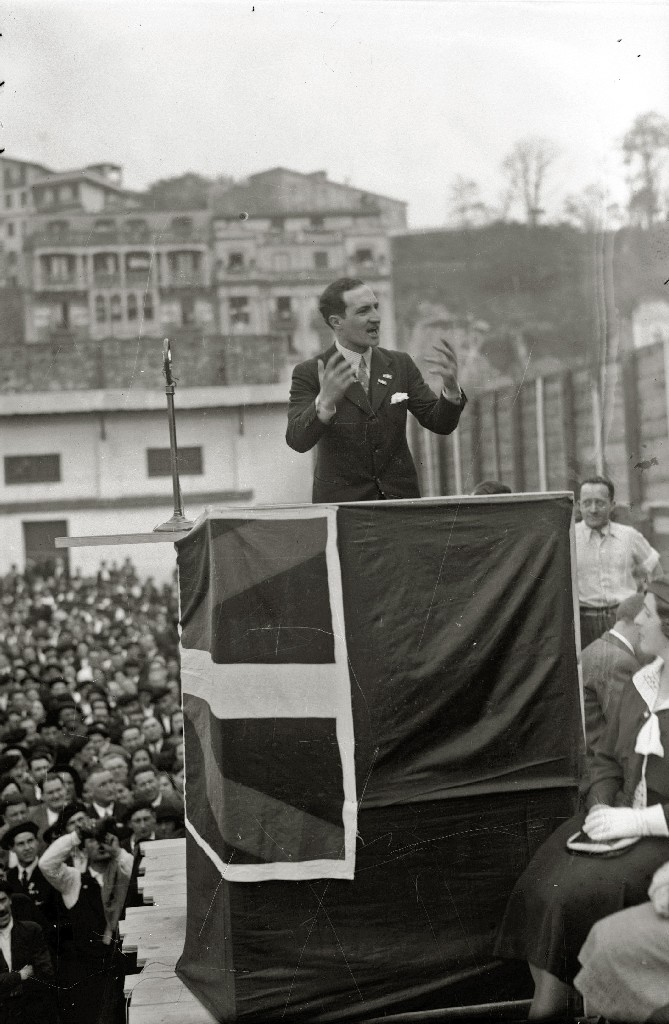
バスク自治政府レンダカリのアギーレ

爆撃翌日の4月27日にはバスク自治政府レンダカリのホセ・アントニオ・アギーレがゲルニカ爆撃を非難する声明を発表したが、サラマンカに拠点を置くフランコ軍の司令部は同日中に、「バスク人が自らゲルニカにガソリンをまき、自ら火を付けて焼いた。4月26日にはビスカヤのどこにも飛行していない」とラジオで伝え、5月5日には新聞でも同様の声明を発表した。1936年9月にバスク軍がイルンを放棄した際には、実際にバスク軍内のアナーキストが町の一部を焼き払っており、フランコ軍はイルンの事例も自作自演説の根拠に挙げた。ゲルニカは3日後の4月29日にフランコ軍に占拠されたため、バスク自治政府が被害状況を正確に調査する時間的余裕がなく、フランコ軍は死傷者数の調査そのものを行わなかった。4月30日にはフランコ本人が初めてゲルニカの事件に言及し、バスク自治政府の声明が嘘であるとして非難した。なお、ドイツ空軍によるゲルニカ空爆がフランコの意思であるとする書類は発見されておらず、また、当日のゲルニカの人口や死傷者数については様々な推測がなされている（後述）。バスク自治政府はその後もフランコ軍を非難し続けてローマ・カトリック世界の西ヨーロッパ諸国を味方に付けたが、これは戦争報道の宣伝戦の典型例に挙げられている。5月15日、ヒトラーは外交官のヨアヒム・フォン・リッベントロップに、「いかなることになろうとも、ゲルニカに対する国際的調査は阻止しなくてはならない」と厳命した。5月29日、国際連盟諮問委員会はすべての非スペイン人軍隊に撤退を要求し、スペインの非武装都市に対する空襲を有罪とする決議を可決した。

#### ビルバオ陥落
イギリス、フランス、ベルギー、デンマーク、スイス、スウェーデンなどではゲルニカ爆撃以前からスペイン共和国支援組織が成立しており、ゲルニカ爆撃直後の1937年5月や6月には、ビスカヤ県の多くの子どもたちがビルバオ河口のサントゥルセ港などからフランスなどに集団疎開した。ほとんどの疎開者はまずフランスに送られ、その後に各国に送られた。グレゴリオ・アリエン（Gregorio Arrien）によれば、一時滞在者を含む国別の疎開者は、フランスが22,238人、イギリスが3,956人、ベルギーが3,201人、ソビエト連邦が2,500人-5,000人などだった。疎開児童の中には後に作家となるルイス・デ・カストレサナなどもおり、カストレサナは爆撃から30年後の1967年、スペイン内戦中の疎開を主題とした物語『もう一つのゲルニカの木』を著している。この物語はスペイン内戦を敗者の側から書いてスペインで出版された初の書籍であり、スペイン国民文学賞を受賞した。
6月11日にはフランコ軍が鉄の帯の一部を突破し、バスク自治政府の首都であるビルバオに迫ったため、バスク自治政府は降伏の準備を進めた。6月17日にはビルバオ市民がサンタンデール方面に逃れ、6月19日にはすべてのバスク軍兵士もビルバオから引き揚げた。同日17時以降にフランコ軍が入城し、ビルバオは無傷で反乱軍の手に渡った。スティアの記事の世界的な反響により、反乱軍はゲルニカ爆撃以後はテロ爆撃に制限を設けざるを得ず、ビルバオに対する徹底的な無差別爆撃は行われなかった。6月27日にはビスカヤ県とギプスコア県の地方自治特権が全廃され、バスク自治政府は支配領域をすべて失って亡命政府となった。8月23日にはバスク軍とイタリア軍との間でサントーニャ協定が結ばれ、バスク軍は武器の放棄などを、イタリア軍はバスク軍兵士の生命の保証などを約束したが、イタリア軍は協定を守らずにバスク軍をフランコ軍に引き渡した。

### ピカソの『ゲルニカ』と他の芸術家の反応

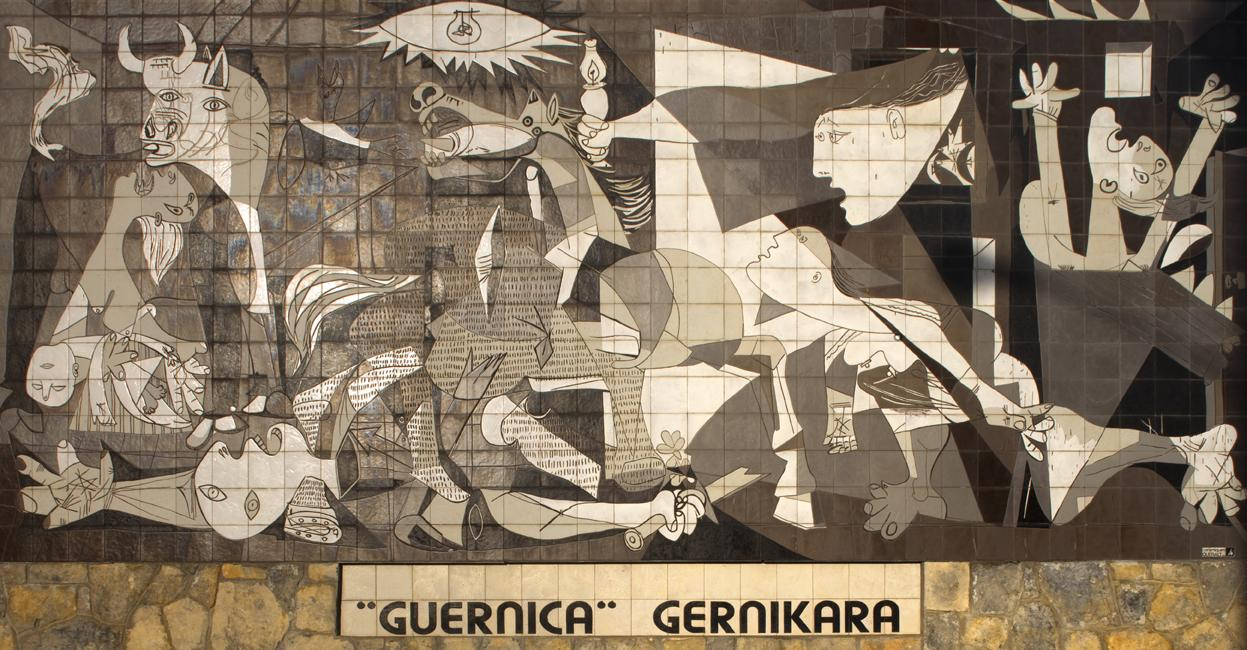
ピカソの『ゲルニカ』

パリ在住の画家パブロ・ピカソは共和国政府を支持しており、1937年1月にはフランコを風刺する内容の詩『フランコの夢と嘘』を著し、後には詩に添える銅版画を製作していた。ピカソは1937年のパリ万国博覧会のために共和国政府から壁画製作の依頼を受けており、はっきりとした意思表示をせずにいたが、4月26日のゲルニカ爆撃が報じられると即座に主題を決定した。5月1日に習作を描いて製作を開始すると、数日後には「スペイン軍部への嫌悪の意味を込めた『ゲルニカ』を製作中である」とする声明を発表した。5月11日には349cm×777cmのカンバスに向かいはじめ、6月4日頃には『ゲルニカ』を完成させた。『ゲルニカ』は5月25日から開催されていたパリ万博のスペイン館に展示され、ゲルニカ爆撃の悲惨さを世界に知らしめることに一役買った。『ゲルニカ』製作と並行して何枚ものデッサンを描いており、これらのいくつかは『泣く女』シリーズに反映されている。
反ファシストのフランス人詩人ポール・エリュアールは、『ゲルニカの勝利』と題した詩を製作し、友人であるピカソの絵画とともにパリ万博のスペイン館に展示された。レジスタンス運動にも参加していたフランス人彫刻家のルネ・イシェ(英語版)は、ラジオでゲルニカ爆撃を聞いたその日のうちに彫刻作品の製作を始めた。6歳の娘をモデルに『ゲルニカ』を完成させたが、髑髏のような顔、骨の浮き出た手足などの表現の激しさゆえに公での展示を拒否し、1997年の生誕100周年回顧展でようやく公開されたが、その後作品は家族の下に戻った。反ファシストのドイツ人版画家ハインツ・キーヴィッツ(英語版)は、パリにいた1937年に版画『ゲルニカ』の製作を行った。その後キーヴウィッツは国際旅団の一員としてスペイン内戦に従軍し、1938年後半のエブロ川の戦い(英語版)に参加したことは記録に残っているが、その後のすべての痕跡が消えており、スペインで戦死したと推定されている。戦争に関する映画を何本も撮っているフランス人映画監督のアラン・レネは、20代後半だった1950年に短編映画『ゲルニカ』を製作した。

### スペイン内戦後

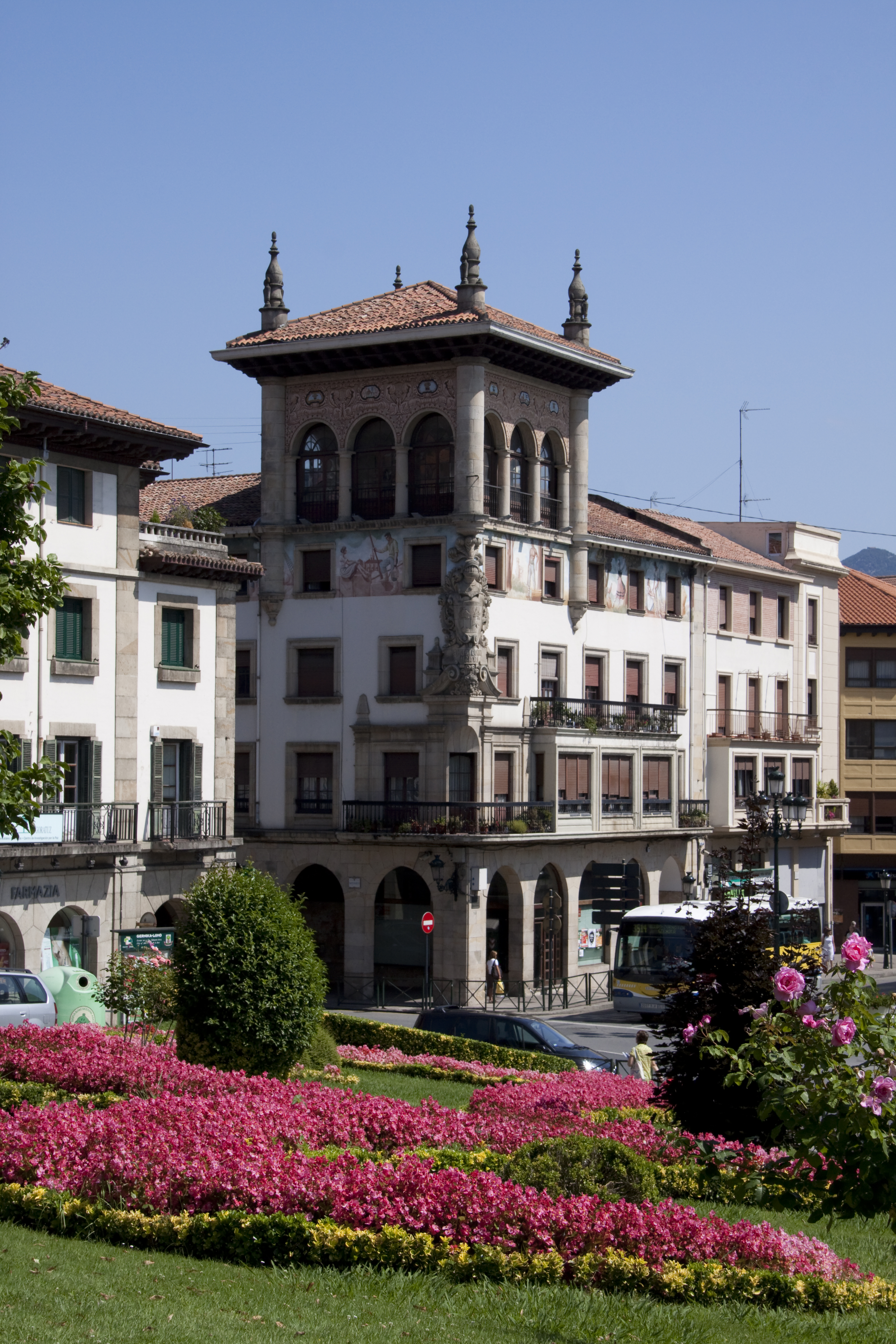
現在のゲルニカ中心部

#### 再建
フランコ政府の調査によれば、ゲルニカ中心部の住居約300家屋の71%、公共施設・商店の100%が破壊された。爆撃から3年後の1940年には荒廃地域復興委員会が町の再建に乗り出し、建築家のゴンサロ・デ・カルデナス（Gonzalo de Cárdenas y Rodríguez）とルイス・デ・ガナ（Luis María de Gana y Hoyos）が再建計画を立案した。通りや公共施設の位置は原則として変更せず、爆撃前には不足していた公園や暮らしを快適にする施設が盛り込まれた。町の中心部に新設されるすべての建物にはアーケードが設けられ、中心部の広場は庭園に生まれ変わった。ゲルニカ駅の近くには広場が新設され、バスク議事堂のそばには円形劇場が建設された。新設されたすべての建物は、この地域の歴史的な建築様式を踏襲し、赤色の瓦屋根の町並がよみがえった。再建計画がピークを迎えた1944年には、依然としてフランコ政府の捕虜となっていた旧共和国軍兵士が再建工事に駆り出された。1980年代初頭になって『ゲルニカ (絵画)』がスペインに返還される際には、ゲルニカの首長は絵画の受け入れ先にゲルニカがふさわしいと訴え、全国調査では国立美術館のプラド美術館、パブロ・ピカソが少年期を過ごしたバルセロナに次ぐ第3位（10%）の支持を得た。1981年に『ゲルニカ』がプラド美術館に到着した際には、ゲルニカはウルダイバイ河口の商業の中心という地位を取り戻していた。工業地区にはプラスティック製品、刃物、武器などの工場が集積し、農業や観光業も主要な産業となった。

#### 平和の象徴として
1988年には第二次世界大戦時の空襲で甚大な被害を受けたドイツのプフォルツハイムとゲルニカが姉妹都市提携を結んだ。ゲルニカでは毎年4月26日に様々な記念行事が行われており、1987年の50周年式典には広島市の荒木武市長が参列し、1997年の60周年式典では在スペイン・ドイツ大使がローマン・ヘルツォーク連邦大統領による謝罪文を代読した。1987年にはバスク自治州議会によって平和研究所が設立され、世界中から集まった学生が各種のセミナーに参加している。1998年にはドイツ国会がゲルニカ爆撃の謝罪を全会一致で決議し、国会代表がゲルニカを訪問した。同年には爆撃の写真などを展示した平和博物館が開館した。

## 論争

### 爆撃の首謀者
フランシスコ・フランコ独裁政権やフランコ派（フランキスタ）の学者は長らく、「ゲルニカの破壊はバスク人自らの手によるものである」とする主張を曲げなかった。フランコ独裁政権末期の1960年代末になるとようやく、フランコ派の歴史家リカルド・デ・ラ・シエルバが「ゲルニカ爆撃はコンドル軍団によるものである」と認めたが、「ゲルニカ爆撃はドイツ軍が勝手に行ったことであり、フランコ軍は関与していなかった」との言葉を添えた。当時のフランコ政権は依然として歴史的な評価の行方に気を配っていたが、シエルバの主張の転換を妨げなかった。イギリス人のゴードン・トマスとマックス・モーガン＝ウィッツのふたりの著作家は、1976年に『Day Guernica Died』を出版し、32か国で2400万部を売り上げた。スペイン語訳は1977年に出版されたが、ゲルニカ爆撃の決定にフランコ軍が関与していないように改変されるなどし、原著者はスペイン語版の訳者と出版社に抗議を行った。多くの研究者は爆撃指令を下したのがドイツ軍であると考えてきたが、1977年、スペイン内戦やフランコ独裁時代を専門とする歴史家のハーバート・サウスワースは、指令を下したのがフランコ軍の最高司令部であると結論付けた。1977年にはゲルニカ爆撃の学術調査委員会が設置され、デウスト大学が主導して調査が行われた。この際に調査団は政府の公文書館が保管する資料の公開を求め、政府が公開を拒否したことで論争となったが、結局フランコの法的責任は解明されずに調査が終了した。

### ゲルニカの人口
当日はゲルニカで定期市が開催される月曜日であり、近郊の村々から多くの農民がゲルニカに集まっていた可能性がある。またビスカヤに先立って大規模な戦闘が行われていたギプスコア県や、ビスカヤ県内からの避難民も多くゲルニカに滞在していたと推測される。フランコ派の学者は当日のゲルニカの人口を4,000-5,000人、反フランコ派の学者は7,000人の居住者に避難民3,000人を足した10,000人程度と推測している。フランコ派は定期市が中止されていたと主張し、反フランコ派の学者は通常通り開催されていたと主張している。

### 爆撃による死者数
4月28日に発表されたスティアの記事は死者数については触れていない。バスク自治政府は死者数を1,654人、レンダカリのホセ・アントニオ・アギーレは2,000人と推定している。フランコ側は「エラン報告」で死者数を100人と推定し、フランコ派の学者による死者数は学者によって12人から250人まで幅がある。内戦後のスペインでは反乱軍の言論統制が行われたため、30年間もスペイン国内では「ゲルニカ爆撃で死者が出た」という事実が知られていたのみだった。フランコ独裁時代には共和国側の発表や共和国寄りの国際ジャーナリズムを基盤に置いた研究が多かったが、1970年代初頭からはより学問的な研究が出始め、フランコの死後にはそれまで未公開だった公文書を用いた研究も不可能ではなくなり、従来考えられていたよりも人的被害が少なかったとする説が主流となった。1985年には左派の歴史家の集団がゲルニカにゲルニカサーラという研究組織を設立し、爆撃の意図が民間人の殺戮にあったこと、死亡したのは250人であるとの見解を発表した。
| 爆撃による死者数の見解       | 爆撃による死者数の見解             | 爆撃による死者数の見解  | 爆撃による死者数の見解 | 爆撃による死者数の見解                                                      |
| 思想                         | 研究機関/研究者                    | 死者数（人）            | ゲルニカの 人口（人）  | 備考                                                                        |
| ---------------------------- | ---------------------------------- | ----------------------- | ---------------------- | --------------------------------------------------------------------------- |
| バスク自治政府/ 反フランコ派 | バスク自治政府                     | 1,654                   |                        |                                                                             |
| バスク自治政府/ 反フランコ派 | ホセ・アントニオ・アギーレ         | 2,000                   |                        | バスク自治政府レンダカリ（首班）                                            |
| バスク自治政府/ 反フランコ派 | ヒュー・トマス                     | 1,654→100-1,600→約1,000 | 7,000                  | 『スペイン市民戦争』などの著書がある歴史家                                  |
| バスク自治政府/ 反フランコ派 | ハーバート・サウスワース           | 1,654                   | 6,000                  | スペイン内戦やフランコ独裁時代を専門とする歴史家                            |
| フランコ政府/ フランコ派     | 「エラン報告」                     | 100                     | 6,000                  | フランコ政府から依頼を受けた技術者エラン（Estanislao Herrán）による調査報告 |
| フランコ政府/ フランコ派     | リカルド・デ・ラ・シエルバ         | 12以下→150              | 4,000                  | スペイン内戦やフランコ独裁時代の著作が多い歴史家                            |
| フランコ政府/ フランコ派     | ヘスス・マリア・サラス・ララサバル | 100                     |                        | 航空技師・軍事史家・歴史家                                                  |
| フランコ政府/ フランコ派     | ビセンテ・タロン                   | 200                     |                        | 戦争ジャーナリスト・戦争史家                                                |

## 関連文献
ゲルニカ爆撃を題材とした物語
- ルイス・デ・カストレサナ『もう一つのゲルニカの木』狩野美智子訳、平凡社、1991年

ゲルニカ爆撃を取り扱った書籍
- 荒井信一『ゲルニカ物語 ピカソと現代史』岩波書店、1991年
- 宮下誠『ゲルニカ ピカソが描いた不安と予感』光文社新書、2008年

## 題材とした作品
- ゲルニカ (映画)